# スズデン
スズデン株式会社（英: Suzuden Corporation）は、東京都に本社を置く制御機器、情報・通信機器、電子機器、デバイス機器、電設資材などを扱う商社である。東京証券取引所スタンダード市場上場企業。
プライベートブランドUbon(ユーボン)を展開しており、豊富な商品ラインナップを揃えている。以前は秋葉原で小売部門の俺コンアキバを運営していたが、2013年3月28日に店舗を閉鎖している。

## 沿革
- 1948年01月 - 鈴木展寧(1916年6月21日-2006年10月17日（90歳没）[3])が鈴木電気商会を創業。
- 1952年12月 - 鈴木電業株式会社設立。
- 1963年03月 - 制御機器部門を分離し鈴木電興株式会社を設立。
- 1967年10月 - 鈴木電業と鈴木電興の共同出資で多摩鈴電株式会社を設立。
- 1970年10月 - 鈴木電業が梅島電材センターを開設。
- 1978年11月 - 鈴木電業と鈴木電興の共同出資で茨城鈴電株式会社を設立。
- 1984年12月 - シンガポール支店を開設。
- 1986年08月 - 鈴木電興が両国センターを開設。
- 1988年01月 - 鈴木電業、鈴木電興、多摩鈴電、茨城鈴電の共同出資で横浜鈴電株式会社を設立。
- 1991年04月 -  鈴木電業と鈴木電興、多摩鈴電、茨城鈴電、横浜鈴電が合併、スズデン株式会社に商号を変更。
- 1995年12月 -  株式を店頭公開。
- 1996年03月 - 秋葉原にパソコンショップ「俺コンハウス」を開店（2006年6月閉店）。
- 1997年03月 - ISO 9002認証を取得。
- 2000年12月 - ISO 9001-2000認証を取得。
- 2002年03月 - ISO 14001認証を取得。
- 2004年12月 - 東京証券取引所2部上場。
- 2005年12月 - スズデンビジネスサポート株式会社を設立。
- 2007年06月 - 東京証券取引所1部指定替え。
- 2010年03月 - 千葉県松戸市に東京物流センターを開設。
- 2011年10月 - 宮城県黒川郡大和町に大和工場を建設。
- 2013年03月 - 俺コンアキバを閉鎖。
- 2016年12月- 本社を文京区湯島2丁目2番2号の新社屋に移転させる[4]。
- 2018年12月 - 港区に本社を移転。新築だった社屋は売却。

## 関連企業
- スズデンビジネスサポート株式会社 - 連結子会社
- SUZUDEN SINGAPORE PTE LTD - 連結子会社
- 斯咨電貿易(上海)有限公司 - 連結子会社